# Université Semmelweis
 (novembre 2020).
L'université Semmelweis (Semmelweis Egyetem, /sɛmmɛlvajs ɛɟ͡ʝɛtɛm/, SOTE) est l'une des universités de Budapest, fondée en 1769. Elle est l'héritière de la Faculté de médecine de l'Univerzitas de Nagyszombat - désormais l'Université Loránd Eötvös de Budapest - (1635-1769), élevée au rang d'université de médecine (Orvostudományi Egyetem) en 1769 lors de son installation à Buda, rebaptisée en 1969 du nom du médecin hongrois Ignace Philippe Semmelweis : université de médecine Semmelweis (Semmelweis Orvostudományi Egyetem). En 2000, elle devient l'université Semmelweis, par la fusion de l'université de médecine avec la Faculté de formation des médecins et la Faculté de l'École supérieure de soins de l'université des sciences médicales Imre Haynal et l'université hongroise d'éducation physique.

## Histoire

### Les origines
En 1541, Pest et Buda deviennent deux villes ottomanes. L'administration hongroise est alors éclatée entre le nord du royaume épargné par les Turcs, ainsi que la Transylvanie. En 1635, Péter Pázmány, l'archevêque d'Esztergom et théologien fonde l'université à Nagyszombat et en confie la direction aux jésuites. À cette époque, l'université compte uniquement deux facultés : la faculté d'arts et une faculté de théologie. La faculté de droit est créée en 1667 et la faculté de médecine ouvre en 1769. Après la dissolution de l'ordre des jésuites, l'université est déplacée à Buda en 1777 en accord avec l'intention des fondateurs.

### Le développement de l'université actuelle
| Liste des recteurs de l'Université Semmelweis : | Liste des recteurs de l'Université Semmelweis : |
| ----------------------------------------------- | ----------------------------------------------- |
| 1951–1961                                       | Pál Gegesi Kiss                                 |
| 1961–1964                                       | Imre Törő                                       |
| 1964-1967                                       | József Sós                                      |
| 1967–1973                                       | Imre Zoltán                                     |
| 1973–1976                                       | Ferenc Antoni                                   |
| 1976–1985                                       | Andor Szécsény                                  |
| 1985–1991                                       | Endre Somogyi                                   |
| 1991–1995                                       | Miklós Réthelyi                                 |
| 1995–1996                                       | László Rosivall                                 |
| 1996–1999                                       | László Romics                                   |
| 1999–2003                                       | Péter Sótonyi                                   |
| 2003-en cours                                   | Tivadar Tulassay                                |

## Organisation

### Facultés
L'université compte cinq facultés :
- Faculté générale de médecine (Általános Orvostudományi Kar)
- Faculté de pharmacologie (Gyógyszerésztudományi Kar)
- Faculté d'odontologie (Fogorvostudományi Kar)
- Faculté d'éducation physique et sportive (Testnevelési és Sporttudományi Kar)
- Faculté de l'École supérieure de soins (Egészségügyi Főiskolai Kar).

## Vie étudiante

### Internats et collèges
Les internats (kollégium) tiennent souvent le rôle de résidences universitaires ou de foyers étudiants, alors que les collèges (szakkollégium) sont des établissements complémentaires à l'université. Ils ont pour mission d'héberger des étudiants de l'université, mais aussi d'apporter un complément d'enseignement en vue d'une intégration professionnelle de haut niveau.
- Collège Frigyes Korányi
- Internat Markusovszky
- Internat Balassa
- Internat Selye
- Internat Apáthy

## Personnalités liées à l'université
- Tamás Margl